# سرفة مستقيمة
سرفة مستقيمة (الاسم العلمي:Syrphus rectus) هو نوع من الحشرات يتبع جنس السرفة من الفصيلة السرفات.